# Ново-Полтавское
Но́во-Полта́вское — село в Прохладненском районе Кабардино-Балкарской Республики.
Образует муниципальное образование «сельское поселение Ново-Полтавское», как единственный населённый пункт в его составе.

## География
Селение расположено в южной части Прохладненского района, на левом берегу реки Баксан. Находится в 10 км к юго-западу от районного центра Прохладный и в 69 км к северо-востоку от города Нальчик.
Площадь территории сельского поселения составляет — 34,71 км2. Также за муниципальным образованием закреплён участок на Куре, расположенный в северо-восточной части Прохладненского района.
Граничит с землями населённых пунктов: Баксанский на юго-западе, Алтуд на северо-западе, Ново-Вознесенский и Ново-Троицкий на севере.
Населённый пункт расположен на наклонной Кабардинской равнины, в равнинной зоне республики. Средние высоты на территории села составляют 209 метров над уровнем моря. Высшей точкой является гора Алтуд (236 м), расположенное к западу от села. Рельеф местности представляет собой в основном равнины с общим уклоном с северо-запада на юго-восток, без резких колебаний относительных высот.
Гидрографическая сеть представлена рекой Баксан и его левыми притоками Баксанёнок и Новая Нахаловка. К северу от села расположены запруднённые озёра. Местность высоко обеспечена водными ресурсами.
Климат на территории села влажный умеренный. Среднегодовая температура составляет +10,0°С. Среднемесячная температура воздуха в июле достигает +23,0°С, в январе она составляет около -2,0°С. Морозы непродолжительные, а минимальные температуры крайне редко снижаются ниже −15°С. Среднегодовое количество осадков составляет около 600 мм. Основные ветры восточные и северо-западные.

## История
Селение основано в 1884 году переселенцами из Полтавской губернии, арендовавшими участок земли на левом берегу реки Баксан, у кабардинских дворян Алтудоковых. Причиной переселения послужила череда неурожайных годов в Центральных губерниях Российской империи. В память о своей родины, основанный переселенцами населённый пункт был назван — Ново-Полтавским.
Первоначально ими было основано два близлежащих поселения — «хутор крестьян Полтавской губернии» с численностью населения в 81 человек и собственно хутор Ново-Полтавский с численностью населения в 252 человека. Однако, вскоре они были объединены в одно село.
Сельский народный Совет при селе Ново-Полтавское было основано в 1920 году, при установлении советской власти в регионе.
В 1946 году в село были переселены жители упразднённого хутора Веселовский, располагавшийся западнее хутора. В том же году село Ново-Полтавское было передано из Прималкинского района в состав Прохладненского района.
24 июня 1992 года Ново-Полтавский сельсовет был реорганизован и преобразован в Ново-Полтавскую сельскую администрацию. В 2005 году Ново-Полтавская сельская администрация была преобразована в муниципальное образование, со статусом сельского поселения.

## Население
| 2002  | 2010  | 2012  | 2013  | 2014  | 2015  | 2016  |
| ----- | ----- | ----- | ----- | ----- | ----- | ----- |
| 1205  | ↘1187 | ↗1197 | ↘1184 | ↘1173 | ↘1155 | ↘1140 |
| 2017  | 2018  | 2019  | 2020  | 2021  | 2023  | 2024  |
| ↗1165 | ↗1181 | ↗1185 | ↗1194 | ↗1294 | ↘1290 | ↗1291 |
| 2025  |       |       |       |       |       |       |
| ↘1278 |       |       |       |       |       |       |

Плотность — 36.82 чел./км2.
Национальный состав
По данным Всероссийской переписи населения 2010 года:
| Народ    | Численность, чел. | Доля от всего населения, % |
| -------- | ----------------- | -------------------------- |
| русские  | 1 103             | 92,9 %                     |
| украинцы | 31                | 2,6 %                      |
| мордва   | 13                | 1,1 %                      |
| другие   | 40                | 3,4 %                      |
| всего    | 1 187             | 100 %                      |

По данным Всероссийской переписи населения 2021 года:
| Народ         | Численность, чел. | Доля от всего населения, % |
| ------------- | ----------------- | -------------------------- |
| русские       | 1 176             | 90,88 %                    |
| кабардинцы    | 28                | 2,16 %                     |
| цыгане        | 22                | 1,70 %                     |
| азербайджанцы | 20                | 1,55 %                     |
| турки         | 15                | 1,16 %                     |
| другие        | 33                | 2,55 %                     |
| всего         | 1 294             | 100,0 %                    |

Поло-возрастной состав
По данным Всероссийской переписи населения 2010 года:
| Возраст     | Мужчины, чел. | Женщины, чел. | Общая численность, чел. | Доля от всего населения, % |
| ----------- | ------------- | ------------- | ----------------------- | -------------------------- |
| 0 — 14 лет  | 123           | 96            | 219                     | 18,4 %                     |
| 15 — 59 лет | 363           | 398           | 761                     | 64,1 %                     |
| от 60 лет   | 68            | 139           | 207                     | 17,5 %                     |
| Всего       | 554           | 633           | 1 187                   | 100,0 %                    |

Мужчины — 554 чел. (46,4 %). Женщины — 633 чел. (53,6 %).
Средний возраст населения — 37,0 лет. Медианный возраст населения — 34,8 лет.
Средний возраст мужчин — 33,3 лет. Медианный возраст мужчин — 31,0 лет.
Средний возраст женщин — 40,2 лет. Медианный возраст женщин — 38,2 лет.

## Местное самоуправление
Администрация сельского поселения Ново-Полтавское — село Ново-Полтавское, ул. Третьякова, 126.
Структуру органов местного самоуправления сельского поселения составляют:
- Исполнительно-распорядительный орган — Местная администрация сельского поселения Ново-Полтавское. Состоит из 5 человек.
  - Глава администрации сельского поселения — Махонин Дмитрий Анатольевич.
- Представительный орган — Совет местного самоуправления сельского поселения Ново-Полтавское. Состоит из 10 депутатов, избираемых на 10 лет.
  - Председатель Совета местного самоуправления сельского поселения — Махонин Дмитрий Анатольевич.

## Образование
- МКОУ Средняя общеобразовательная школа — ул. Третьякова, 121.
- МКДОУ Начальная школа Детский сад «Светлана» — ул. Третьякова, 123.

## Здравоохранение
- Участковая больница — ул. Третьякова, 126.

## Культура
- МКУК Культурно-досуговый центр — ул. Третьякова, 128.

## Русская православная церковь
- Храм равноапостольного великого князя Владимира — ул. Третьякова, 96.

## Экономика
Основу экономики сельского поселения составляет сельское хозяйство. Развиты отрасли растениеводства и домашнего животноводства. Наибольшее развитие получило возделывание зерновых и злаковых культур.
Агропромышленный комплекс на территории муниципального образования преимущественно представлено индивидуальными предпринимателями.

## Интересные факты
Съёмки сериала «Чики» (2020) проходили в селе Ново-Полтавское, а также в некоторых других местах Прохладненского района. 

## Улицы
На территории села зарегистрировано 6 улиц и 2 переулка:
Улицы

| Свободы  |
| Северная |

| Прикурский участок |
| Степная            |

| Третьякова  |
| Центральная |

Переулки

| Новый |

| Школьный |